# Chester (New York)
Chester je obec, okrsek (town) v okrese Warren, v americkém státu New York. V roce 2000 měl Chester 3614 obyvatel. Podle administrativního členění státu má status town. Okrsek je tvořen komunitami Chestertown a Pottersville.
Town of Chester se rozkládá při severní hranici okresu a má rozlohu 225,6 km².

## Historie

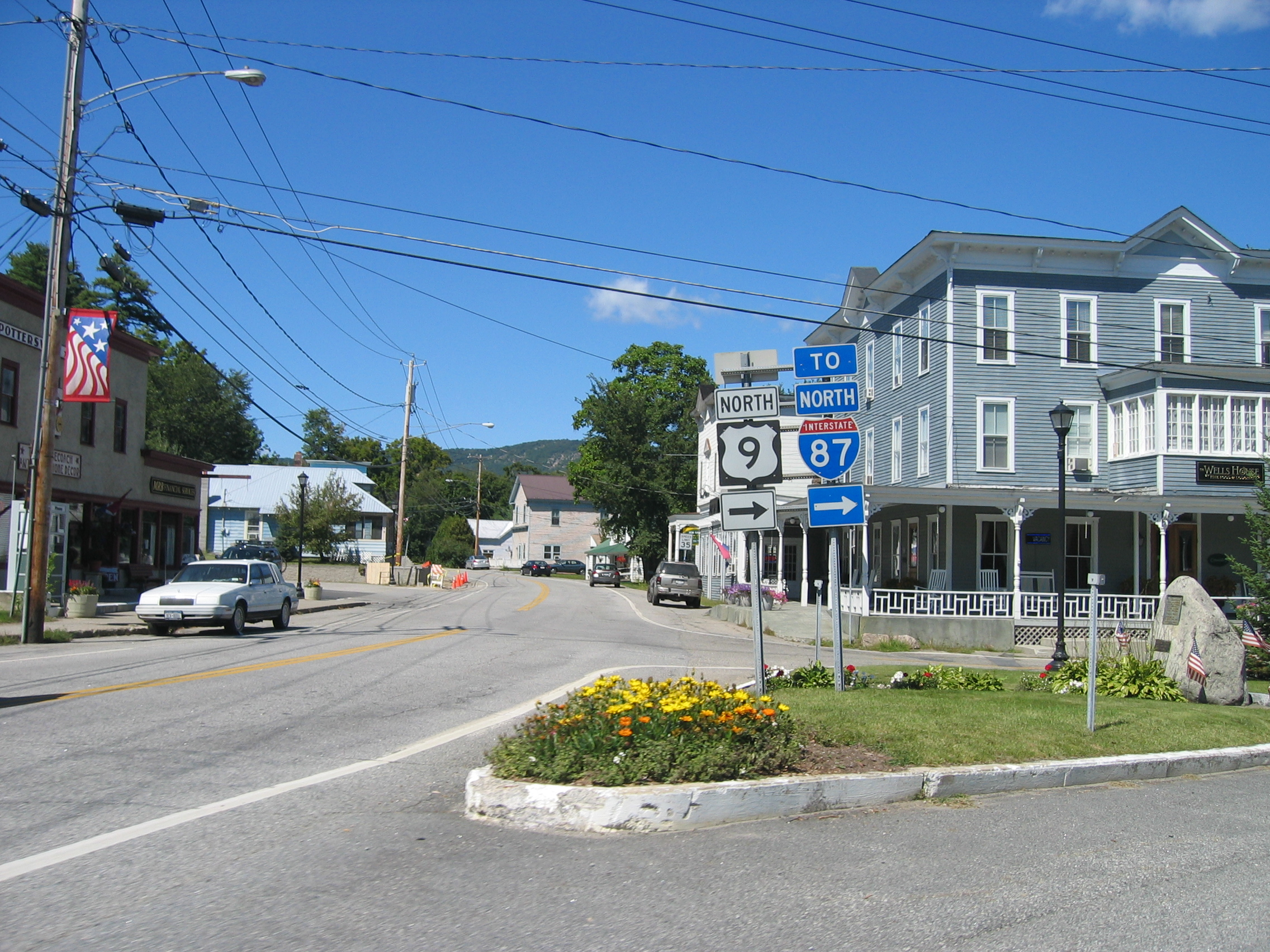
Centrum Pottersville, druhé největší komunity v okrsku.

Oblast začala být osidlována kolem roku 1794. V roce 1799 se obec Chester oddělila od obce Thurman, jíž byla do té doby součástí.

## Geografie
Podle Amerického úřadu pro sčítání má obec celkovou rozlohu 225,6 km², z čehož je 218,8 km² pevnina a 6,8 km² voda (3,03 % celkové rozlohy).
Chester leží v Adirondackém Národním Parku a jeho severní hranici tvoří hranice okresu s okresem Essex.

## Demografie
Podle sčítání lidu z roku 2010 zde žilo 3 355 obyvatel. Podle sčítání z roku 2000 zde bylo 3 614 obyvatel, 1 280 domácností a 889 rodin žijících v obci, hustota zalidnění byla 16.5/km².

### Rasové složení
- 97,9% Bílí Američané
- 0,4% Afroameričané
- 0,1% Američtí indiáni
- 0,4% Asijští Američané
- 0,0% Pacifičtí ostrované
- 0,4% Jiná rasa
- 0,8% Dvě nebo více ras

Obyvatelé hispánského nebo latinskoamerického původu, bez ohledu na rasu, tvořili 1,5% populace.

## Průmysl

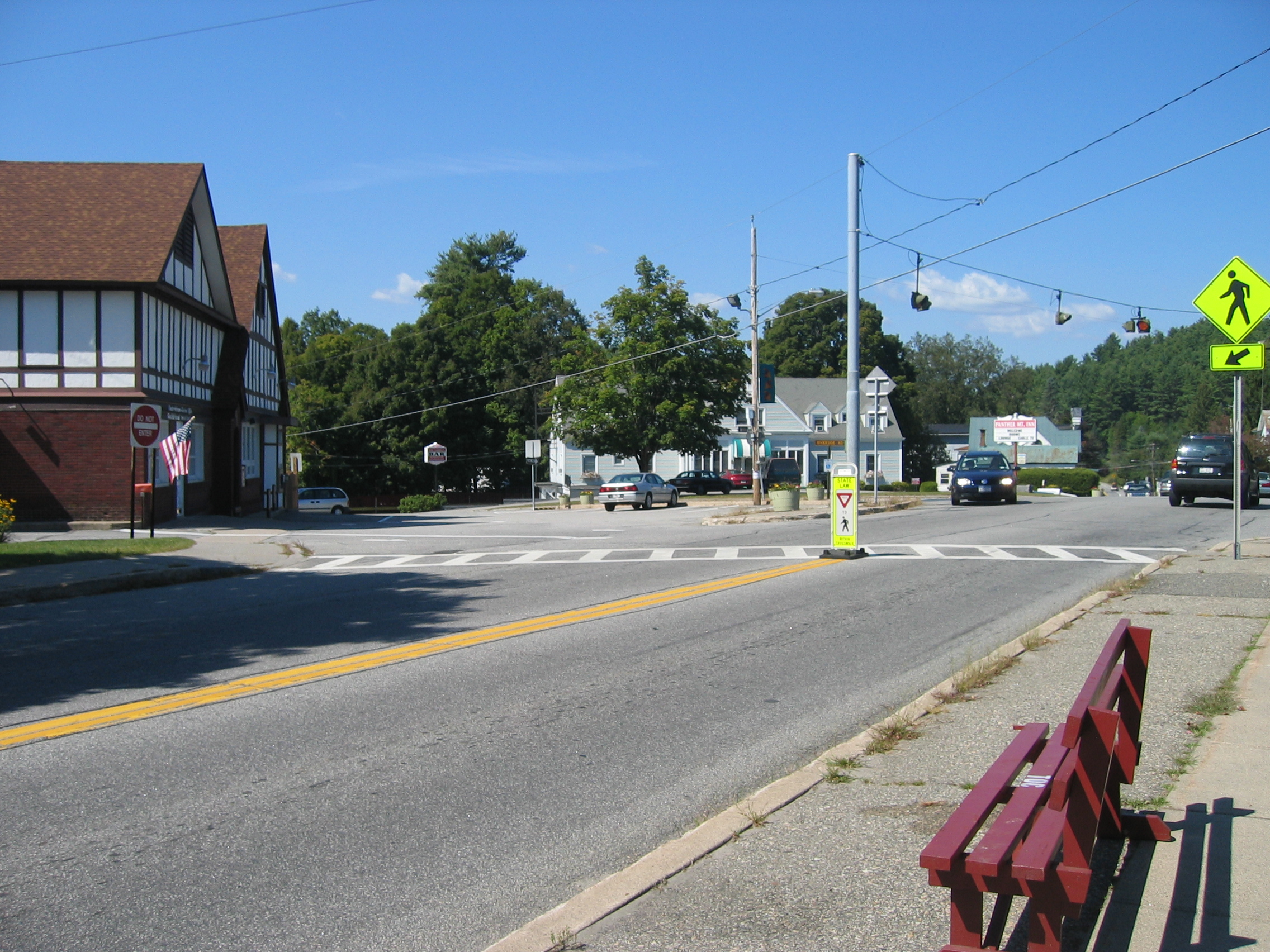
Hlavní křižovatka v Chestertownu

V jižní části okrsku je velký kamenolom patřící firmě Peckham Material Corp.

Ve městečku Chestertown se nachází pila a s ní spojená továrna na výrobu dřevěných domků a zpracování kmenů a řeziva.

## Místa, vesnice a lokace v okrsku
Jediná dvě městečka v okrsku jsou Chestertown a Pottersville. Igerna a Riparius jsou spíše malé roztroušené osady.
- Chestertown – toto městečko je hlavní komunitou okrsku. Nachází se zde radnice a většina obyvatel, průmyslu a obchodu. Žije zde přibližně 2000 obyvatel.
- Darrowsville – malá osada na jižní hranici okrsku.
- Igerna – malá roztroušená osada na severozápadě okrsku, která nemá ani vlastní poštu.
- Pottersville – městečko u jezera Schroon. Druhá největší komunita v okrsku.
- Riparius – osada na západní hranici obce. Nachází se zde malé historické vlakové nádraží.